# بوواضيل (سيدي يحيى أو يوسف)
بوواضيل هي إحدى مشيخات المملكة المغربية، تتبع جغرافيا لإقليم ميدلت وإداريًا لسيدي يحيى أو يوسف. يقدر عدد سكانها بـ 1132 نسمة حسب الإحصاء الرسمي للسكان والسكنى لسنة 2004.